# Giải vô địch bóng đá Nam Mỹ 1925
Giải vô địch bóng đá Nam Mỹ 1925 là giải vô địch bóng đá Nam Mỹ lần thứ chín, diễn ra ở Buenos Aires, Argentina từ 29 tháng 11 đến 25 tháng 12 năm 1925. Giải đấu có 3 đội tuyển tham gia, đấu vòng tròn tính điểm để chọn ra nhà vô địch. Chủ nhà Argentina giành chức vô địch lần thứ hai sau khi vượt qua Brasil ở lượt trận đấu cuối.

## Địa điểm
| Buenos Aires                   | Buenos Aires                         |
| ------------------------------ | ------------------------------------ |
| Sân vận động Thể thao Barracas | Sân vận động Ministro Brin y Senguel |
| Sức chứa: 30.000               | Sức chứa: 25.000                     |
|                                |                                      |

## Kết quả
| Đội       | Tr | T | H | B | BT | BB | HS | Đ |
| --------- | -- | - | - | - | -- | -- | -- | - |
| Argentina | 4  | 3 | 1 | 0 | 11 | 4  | +7 | 7 |
| Brasil    | 4  | 2 | 1 | 1 | 11 | 9  | +2 | 5 |
| Paraguay  | 4  | 0 | 0 | 4 | 4  | 13 | −9 | 0 |

## Trận đấu
| Argentina               | 2–0 | Paraguay |
| ----------------------- | --- | -------- |
| Seoane 2' · Sánchez 72' |     |          |

| Brasil                                                    | 5–2 | Paraguay       |
| --------------------------------------------------------- | --- | -------------- |
| Filo 16' · Friedenreich 18' · Lagarto 30', 52' · Nilo 72' |     | Rivas 25', 55' |

| Argentina                            | 4–1 | Brasil   |
| ------------------------------------ | --- | -------- |
| Seoane 41', 48', 74' · Garassini 72' |     | Nilo 22' |

| Paraguay   | 1–3 | Brasil                      |
| ---------- | --- | --------------------------- |
| Fretes 58' |     | Nilo 30' · Lagarto 57', 61' |

| Paraguay           | 1–3 | Argentina                                 |
| ------------------ | --- | ----------------------------------------- |
| Fleitas Solich 15' |     | Tarasconi 22' · Seoane 32' · Irurieta 63' |

| Brasil                      | 2–2 | Argentina                |
| --------------------------- | --- | ------------------------ |
| Friedenreich 27' · Nilo 30' |     | Cerroti 41' · Seoane 55' |

## Danh sách cầu thủ ghi bàn
6 bàn
- Seoane

4 bàn
| - Lagarto | - Nilo |  |

2 bàn
| - Arthur Friedenreich | - Gerardo Rivas |  |

1 bàn
| - Antonio Cerrotti - Alfredo Garassini - Juan Carlos Irurieta | - Martin Sánchez - Domingo Tarasconi - Moderato | - Fleitas Solich - Luis Fretes |